# Witarianizm

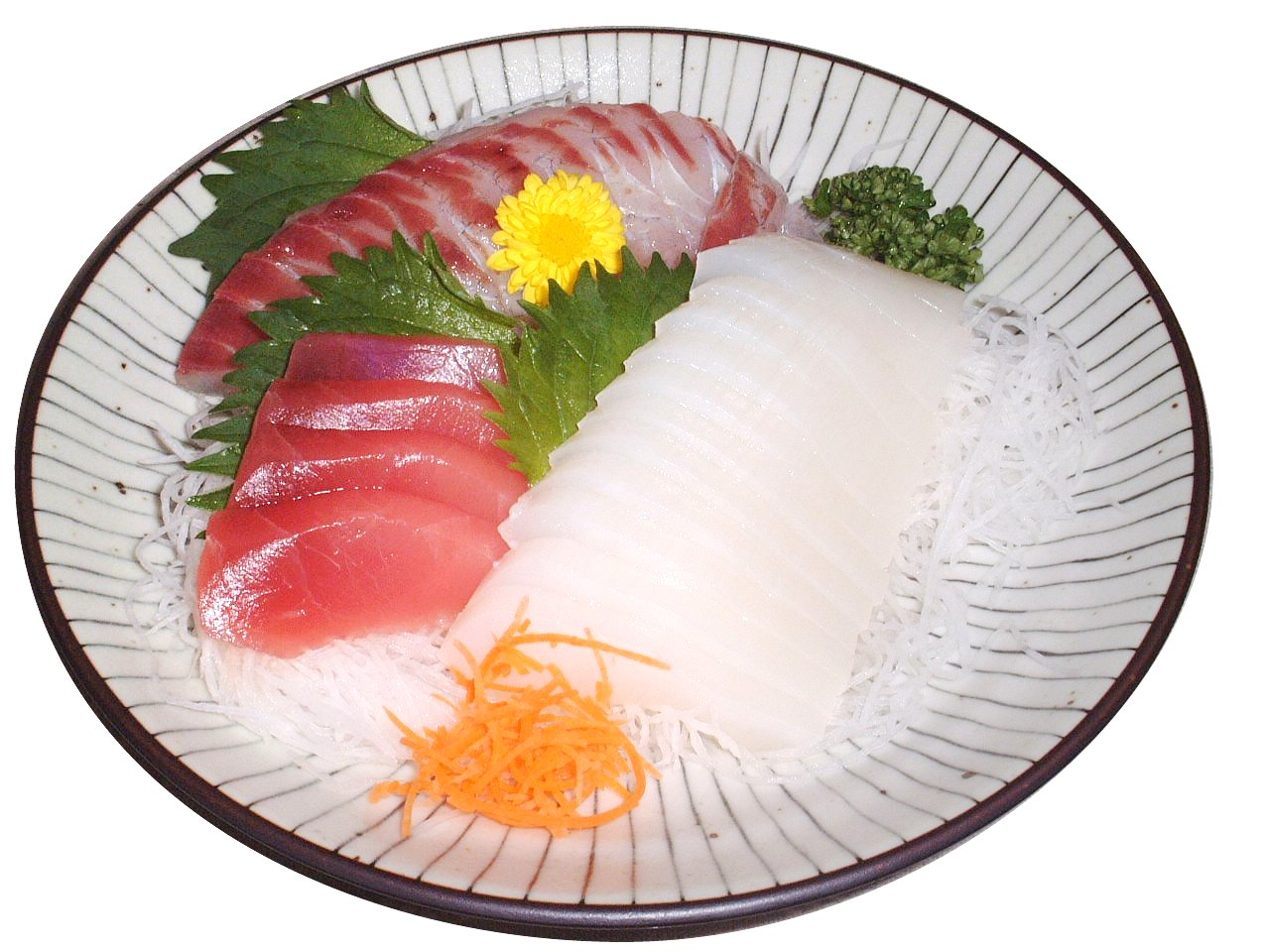
Przykładowy witariański posiłek – sashimi

Witarianizm – dieta wykluczająca spożywanie pokarmów poddanych obróbce termicznej oraz produktów wysokoprzetworzonych. Najczęściej, choć nie zawsze, jest łączony z wegetarianizmem lub weganizmem.

## Rodzaje witarianizmu
Zasadą odnoszącą się do wszystkich rodzajów witarianizmu jest dopuszczanie podgrzewania jedzenia do 40 °C (104 °F) oraz wykluczenie produktów wysokoprzetworzonych.

### Witarianizm wegański
Wyklucza jedzenie wszelkich produktów pochodzenia zwierzęcego. Wśród propagatorów surowego weganizmu można wymienić Douglasa Grahama, autora książki The 80-10-10 Diet, czy jego popularnych w Internecie zwolenników Freelee i Hayleya, autorów e-booków 30 bananas a day oraz Go fruit yourself.
Do witarian można zaliczyć osoby praktykujące dietę frutariańską, juiceariańską (osoby pijące wyłącznie wyciśnięte przez siebie soki) bądź sproutariańską (osoby jedzące wyłącznie kiełki roślin).

### Witarianizm wegetariański
Wyklucza jedzenie produktów pochodzenia zwierzęcego (powstałych przez uśmiercenie zwierząt). Prawdopodobnie najmniej popularna ze względu na wiele doniesień o zagrożeniu zakażeniem bakterią Salmonelli przez jedzenie surowych jajek oraz małą liczbę publikacji odnośnie do tej diety.

## Zalety witarianizmu i argumenty przeciw gotowaniu
- Wysoka temperatura powoduje ścinanie się białka i „śmierć” żywności. Doug Graham tłumaczy to mieszaniem aminokwasów z wiązaniami odpornymi na enzymy, które uniemożliwiają ich całkowity rozpad i czynią aminokwasy substancjami bezużytecznymi, a nawet toksycznymi[5].
- Człowiek w przeszłości nie znał ognia, a więc w naturze jadł pokarmy surowe.
- W procesie gotowania i solenia potraw (a także podczas palenia papierosów) wytwarzają się nitrozoaminy, które mają właściwości rakotwórcze.
- Podczas gotowania wytwarzają się wielopierścieniowe węglowodory aromatyczne[6][7], które są rakotwórcze oraz powodują przemysłowe zatrucie środowiska[8].
- Gotowanie posiłków (według niektórych źródeł) wzmaga również globalne ocieplenie[9].

## Krytyka witarianizmu
Richard Wrangham, profesor antropologii biologicznej, wysuwa tezę, iż jedzenie pokarmu gotowanego jest bardziej naturalne dla człowieka, ponieważ ludzki układ pokarmowy wyewoluował do jedzenia takich pokarmów. Podaje to także jako przyczynę:
- zwiększenia pojemności czaszki hominidów;
- zmniejszenia przewodu pokarmowego;
- zmniejszenia zębów i kłów;
- zmniejszenia dymorfizmu płciowego 1,8 miliona lat temu.

Diety witariańskie są powiązane z niską gęstością kości, erozją zębów i zaburzeniami miesiączkowania.